# Инсарский завод
Инсарский железоде́лательный заво́д — небольшой металлургический завод, действовавший в Пензенском уезде с 1750-х годов до 1826 года.

## История
9 декабря 1753 года купцы Никонов А. М. и Турчанинов С. Я. обратились в Берг-коллегию с просьбой о постройке металлургических заводов. Первоначально планировалось построить на реке Инсар в Пензенском уезде доменную печь с двумя действующими и одним запасным молотами. Разрешение на строительство было выдано 3 марта 1754 года. 8 ноября 1755 года Инсарский завод выдал первый чугун. Завод был посессионным и использовал крепостную рабочую силу.
В 1760 году завод произвёл 40,1 тыс. пудов чугуна.
В 1768 году Инсар в ходе своей экспедиции по регионам России посетил П. С. Паллас и отметил, что Инсарский завод и церковь, построенная Никоновыми, являются единственными достопримечательностями посёлка.
В 1770 году завод произвёл 22,2 тыс. пудов чугуна и 3,8 тыс. пудов железа.
В конце XVIII века владельцем Инсарского завода в составе одной доменной печи и молота числился поручик Сергей Андреевич Никонов, сын А. М. Никонова. В разное время совладельцами завода были два других сына Андрея Максимовича, Василий и Александр. Средняя производительность завода в 1783—1796 годы составляла около 16 тыс. пудов чугуна в год.
В 1799 году к заводу было приписано 215 сельских жителей и 25 вольнонаёмных крестьян, занимавшихся производством угля в окрестных лесах. В составе завода работала 1 домна, 12 печей для сушки глиняных форм и 3 молота для выковки железа. Товарными изделиями были в основном предметы чугунной посуды, сбывавшиеся Украины в количестве 15—30 тыс. пудов в год. Завод снабжался болотной рудой низкого качества, поэтому производимый чугун и железо были пригодными только для изготовления бытовых изделий и утвари. Выход чугуна составлял 23 пуда на 100 пудов руды.
В 1780 году завод произвёл 16,9 тыс. пудов чугуна и 11,3 тыс. пудов железа, в 1790 году — 17,9 и 11,9 тыс. пудов, в 1800 году — 17,3 и 0,4 тыс. пудов соответственно.
В конце XVIII — начале XIX века завод несколько раз подвергался грабежам, в 1813 году перенёс пожар. В 1826 году завод был закрыт, посессионные рабочие были переведены на Златоустовские заводы. В источниках 1860-х годов завод упоминается как более несуществующий.